# Cambes-en-Plaine
Cambes-en-Plaine är en kommun i departementet Calvados i regionen Normandie i norra Frankrike. Kommunen ligger i kantonen Creully som ligger i arrondissementet Caen. År 2022 hade Cambes-en-Plaine 1 804 invånare.

## Befolkningsutveckling
Antalet invånare i kommunen Cambes-en-Plaine
Referens: INSEE